# La Dame de Francfort
La Dame de Francfort est un tableau réalisé par le peintre français Gustave Courbet en 1858 à Francfort-sur-le-Main, en Allemagne. De format horizontal, cette huile sur toile est le portrait d'une femme assise à une table sur une terrasse arborée dominant un cours d'eau. Passée par le Munich Central Collecting Point, l'œuvre est conservée depuis 1958 au musée Wallraf-Richartz, à Cologne.